# Iguala de la Independencia
Iguala de la Independencia è un comune del Messico, situato nello stato di Guerrero.